# Presidenti della Provincia di Cremona
Elenco dei presidenti dell'amministrazione provinciale di Cremona.

## Regno d'Italia (1860-1946)

### Presidenti del Consiglio provinciale (1860-1929)
- Pietro Stradivari (1860)
- Francesco Piazza (1860-1867)
- Camillo Vacchelli (1867-1868)
- Francesco Piazza (1868-1879)
- Luigi Bonati (1879-1894)
- Pietro Vacchelli (1895-1899)
- Alfonso Barinetti (1899-1919)
- Mario Zanonelli (1919-1920)
- Giuseppe Garibotti (1920-1922)
- Commissariamento (1922-1923)[3]
- Roberto Farinacci (1923-1929)

### Presidenti della Deputazione provinciale (1889-1929)
| Nº | Nº | Ritratto | Nome                                         | Mandato          | Mandato          | Partito                    |
| Nº | Nº | Ritratto | Nome                                         | Inizio           | Fine             | Partito                    |
| -- | -- | -------- | -------------------------------------------- | ---------------- | ---------------- | -------------------------- |
| 1  |    |          | Giuseppe Zaccaria                            | 1889             | 31 dicembre 1894 | ?                          |
| 2  |    |          | Alfonso Barinetti                            | 1º gennaio 1895  | 31 dicembre 1898 | ?                          |
| 3  |    |          | Giuliano Sacchi                              | 1º gennaio 1899  | 31 dicembre 1901 | ?                          |
| 4  |    |          | Nicola Coboldi                               | 1º gennaio 1902  | 11 agosto 1902   | ?                          |
| 5  |    |          | Giambattista Marchesi                        | 16 ottobre 1902  | 31 dicembre 1904 | ?                          |
| 6  |    |          | Ettore Signori                               | 1º gennaio 1905  | 31 dicembre 1914 | ?                          |
| 7  |    |          | Alberto Barni                                | 1º gennaio 1915  | 31 dicembre 1919 | ?                          |
| 8  |    |          | Mario Sardelli                               | 1º gennaio 1920  | 28 ottobre 1922  | ?                          |
| –  |    |          | Pietro Montanari (Commissario straordinario) | 1922             | 1922             | —                          |
| –  |    |          | Antonio Martani (Commissario straordinario)  | 1922             | 1923             | —                          |
| 9  |    |          | Adelche Barbieri                             | 8 aprile 1923    | 22 dicembre 1924 | Partito Nazionale Fascista |
| 10 |    |          | Pietro Montanari                             | 22 dicembre 1924 | 2 maggio 1926    | Partito Nazionale Fascista |
| 11 |    |          | Stefano Foletti                              | 2 maggio 1926    | 4 marzo 1929     | Partito Nazionale Fascista |

### Presidi del Rettorato (1929-1945)
| Nº | Nº            | Ritratto      | Nome                                         | Mandato       | Mandato        | Partito                    |
| Nº | Nº            | Ritratto      | Nome                                         | Inizio        | Fine           | Partito                    |
| -- | ------------- | ------------- | -------------------------------------------- | ------------- | -------------- | -------------------------- |
| 1  |               |               | Francesco Rossi                              | 2 agosto 1929 | 30 marzo 1933  | Partito Nazionale Fascista |
| 1  | 30 marzo 1933 | 8 aprile 1937 | Francesco Rossi                              |               |                | Partito Nazionale Fascista |
| 1  | 8 aprile 1937 | 1943          | Francesco Rossi                              |               |                | Partito Nazionale Fascista |
| –  |               |               | Francesco Gambazzi (Commissario prefettizio) | 1944          | 25 aprile 1945 | —                          |

## Repubblica italiana (dal 1946)

### Presidenti della Deputazione provinciale (1945-1951)
| Nº | Nº               | Ritratto       | Nome                                               | Mandato        | Mandato        | Partito              |
| Nº | Nº               | Ritratto       | Nome                                               | Inizio         | Fine           | Partito              |
| -- | ---------------- | -------------- | -------------------------------------------------- | -------------- | -------------- | -------------------- |
| –  |                  |                | Alfredo Galletti (Commissario prefettizio)         | 25 aprile 1945 | 12 luglio 1945 | Indipendente         |
| 1  | Alfredo Galletti | 12 luglio 1945 | 8 marzo 1946                                       |                |                | Indipendente         |
| 2  |                  |                | Ennio Zelioli-Lanzini                              | 8 marzo 1946   | 15 marzo 1948  | Democrazia Cristiana |
| –  |                  |                | Ettore Brugnelli (Vicepresidente facente funzioni) | 15 marzo 1948  | 17 maggio 1948 | ?                    |
| 3  |                  |                | Giuseppe Ghisalberti                               | 17 maggio 1948 | 1951           | Democrazia Cristiana |

### Presidenti della provincia (dal 1951)

#### Eletti dal Consiglio provinciale (1951-1995)
| Nº | Nº | Ritratto | Nome                 | Mandato       | Mandato       | Partito                            |
| Nº | Nº | Ritratto | Nome                 | Inizio        | Fine          | Partito                            |
| -- | -- | -------- | -------------------- | ------------- | ------------- | ---------------------------------- |
| 1  |    |          | Giuseppe Ghisalberti | 1951          | 1970          | Democrazia Cristiana               |
| 2  |    |          | Martino Manfredi     | 1970          | 1975          | Democrazia Cristiana               |
| 3  |    |          | Franco Dolci         | 1975          | 1980          | Partito Comunista Italiano         |
| 4  |    |          | Renzo Rebecchi       | 1980          | 1985          | Democrazia Cristiana               |
| 5  |    |          | Secondo Piazza       | 1985          | 1988          | Democrazia Cristiana               |
| 6  |    |          | Vittorio Foderaro    | 1988          | 3 agosto 1990 | Democrazia Cristiana               |
| 7  |    |          | Gian Carlo Corada    | 3 agosto 1990 | 8 maggio 1995 | Partito Democratico della Sinistra |

#### Eletti direttamente dai cittadini (1995-2014)
| Nº | Nº             | Ritratto       | Nome                                         | Mandato        | Mandato         | Partito                                                    | Elezione |
| Nº | Nº             | Ritratto       | Nome                                         | Inizio         | Fine            | Partito                                                    | Elezione |
| -- | -------------- | -------------- | -------------------------------------------- | -------------- | --------------- | ---------------------------------------------------------- | -------- |
| 7  |                |                | Gian Carlo Corada                            | 8 maggio 1995  | 28 giugno 1999  | Partito Democratico della Sinistra Democratici di Sinistra | 1995     |
| 7  | 28 giugno 1999 | 28 giugno 2004 | Gian Carlo Corada                            | 1999           |                 | Partito Democratico della Sinistra Democratici di Sinistra |          |
| 8  |                |                | Giuseppe Torchio                             | 28 giugno 2004 | 8 giugno 2009   | La Margherita Partito Democratico                          | 2004     |
| 9  |                |                | Massimiliano Salini                          | 8 giugno 2009  | 21 luglio 2014  | Il Popolo della Libertà                                    | 2009     |
|    |                |                | Gianluca Pinotti (Commissario straordinario) | 21 luglio 2014 | 30 ottobre 2014 | —                                                          | —        |

#### Eletti dai sindaci e consiglieri della provincia (dal 2014)
| Nº   | Nº | Ritratto | Nome                                              | Mandato           | Mandato           | Partito             | Elezione  |
| Nº   | Nº | Ritratto | Nome                                              | Inizio            | Fine              | Partito             | Elezione  |
| ---- | -- | -------- | ------------------------------------------------- | ----------------- | ----------------- | ------------------- | --------- |
| 10   |    |          | Carlo Vezzini                                     | 30 ottobre 2014   | 7 novembre 2016   | Partito Democratico | 2014      |
| 11   |    |          | Davide Viola                                      | 7 novembre 2016   | 26 maggio 2019    | Lista civica        | 2016      |
| –    |    |          | Rosolino Azzali (Vicepresidente facente funzioni) | 26 maggio 2019    | 25 agosto 2019    | Lista civica        | 2016      |
| 12   |    |          | Paolo Mirko Signoroni                             | 25 agosto 2019    | 3 ottobre 2019    | Lista civica        | 2019 (I)  |
| –    |    |          | Rosolino Azzali (Vicepresidente facente funzioni) | 3 ottobre 2019    | 23 novembre 2019  | Lista civica        | 2019 (I)  |
| (12) |    |          | Paolo Mirko Signoroni                             | 23 novembre 2019  | 30 settembre 2024 | Lista civica        | 2019 (II) |
| 13   |    |          | Roberto Mariani                                   | 30 settembre 2024 | in corso          | Partito Democratico | 2024      |